# Plourhan
 Plourhan  (en bretón Plourc'han) es una población y comuna francesa, situada en la región de Bretaña, departamento de Côtes-d'Armor, en el distrito de Saint-Brieuc y cantón de Étables-sur-Mer.

## Demografía
| 1193 | 1164 | 1157 | 1189 | 1326 | 1549 |
| Para los censos de 1962 a 1999 la población legal corresponde a la población sin duplicidades (Fuente: INSEE [Consultar]) |      |      |      |      |      |